# Jasmin Stavros
Jasmin Stavros, rođen kao Milo Vasić (Split, 1. studenoga 1954. – Zagreb, 3. svibnja 2023.) bio je hrvatski bubnjar i pop pjevač.
Jedne od njegovih najpopularnijih pjesama ostaju Kad se prijatelji rastaju te Dao bi sto Amerika, koja govori o njegovom boravku u SAD-u prije povratka u Hrvatsku prije proglašavanja hrvatske neovisnosti.

## Životopis

### Početci glazbene karijere
Jasmin Stavros rođen je u Splitu. Završio je osnovnu glazbenu školu (klavir) i srednju glazbenu školu (kontrabas). Također je dvije godine išao na sate solo pjevanja kod profesorice Ristić u Splitu kod koje je radio na  impostaciji glasa i tehnikama pjevanja i disanja. Od dvanaeste godine svira bubnjeve, a već s petnaest profesionalno svira u brojnim splitskim sastavima: Delfini, Mladi batali (današnji Magazin), te sastavima More i Put. 1973. godine počinje otkrivati jazz glazbu, a od 1978. godine radi kao studijski bubnjar u Jugotonu (današnja Croatia Records). Bio je među traženijim bubnjarima u SFRJ. Surađivao je s Josipom Lisac, Arsenom Dedićem, Duškom Lokinom,Mišom Kovačem, Ivicom Šerfezijem, Nedom Ukraden, Ljupkom Dimitrovskom i brojnim drugim glazbenicima. Najveći financijski uspjeh mu je donijela pjesma Džuli, koju je snimio s Danijelom Popovićem. Osamdesetih godina otišao je u SAD, gdje se zadržao dvije godine i završio privatnu jazz akademiju Stanley Spector u New Yorku. Kao jedan od najboljih studenata i zapravo najbolji student iz Europe dobio je 1982. godine zelenu kartu za boravak u SAD-u. U tomu je trenutku već imao ženu i dvoje djece zbog kojih se ipak odlučio vratiti u domovinu. Prije odlaska u Ameriku svirao je četiri godine udaraljke u HNK-u, a dirigirali su mu: Vjekoslav Šutej, Nikša Bareza, Silvije Bombardelli i Boris Papandopulo. Usporedno je snimao ploče i svirao u bandu Olivera Dragojevića i Meri Cetinić.

## O umjetničkome imenu
Stavros je u razgovoru za Novu TV progovorio o promjeni imena:
»Nisam se mogao zvati onako kako sam se zvao, kao pjevaču to ne bi bilo zvučno ime. Moji preci su negdje iz Grčke. Rajko Dujmić me sve to pitao i onda sam mu ispričao kako su oni došli. Ima jedno mjesto u Grčkoj koje se zove Stavros. Pitao me potom kako mi se zove majka, ja sam rekao Jasna i onda je on rekao zvat ćeš se Jasmin. I tako je nastao Jasmin Stavros. Bilo je to zvučno ime. Moji roditelji su to prihvatili kao normalno, prebacio sam sve dokumente još 1989. godine. Sad sam i dalje Stavros, živimo s tim Stavrosom 30 i nešto godina. Sad su i djeca uzela to prezime.«

## Smrt
U ožujku 2023. godine Stavros je zbog jakih bolova u leđima otišao u bolnicu, gdje su mu dijagnosticirali rak kostiju. Početkom travnja prebačen je iz zagrebačke Bolnice sestara milosrdnica u KBC Rebro, a zatim i u bolnicu na Jordanovcu u kojoj je 3. svibnja preminuo u 69. godini života.

## Diskografija

### Studijski albumi
- 1987. – Priče iz kafane
- 1988. – Evo mene opet
- 1989. – Ljubio sam anđela
- 1991. – Prijatelji
- 1993. – E, moj čovječe
- 1995. – Dijamanti
- 1996. – Zrak, zemlja, zrak
- 1999. – Dio puta mog
- 2000. – Jutrima
- 2003. – Vučja vremena
- 2004. – Krećem ponovo
- 2007. – Nemoj se udavati
- 2010. – Ima dana
- 2013. – Ljubomorni ljudi
- 2017. – Duga je noć

### Kompilacije
- 1993. – 19 mojih uspjeha (Croatia Records)
- 2002. – Sve najbolje
- 2007. – Zlatna kolekcija (Croatia Records)

## Vanjske poveznice
- Službena stranica
- Hrvatski radijski festival – Jasmin Stavros
- Jasmin Stavros na Discogsu
- Jasmin Stavros na Spotifyu